# Aphiura breviceps
Aphiura breviceps är en tvåvingeart som beskrevs av Schmitz 1939. Aphiura breviceps ingår i släktet Aphiura och familjen puckelflugor. Inga underarter finns listade i Catalogue of Life.